# Liste der Baudenkmäler in Mariaposching
Auf dieser Seite sind die Baudenkmäler in der niederbayerischen Gemeinde Mariaposching zusammengestellt. Diese Tabelle ist eine Teilliste der Liste der Baudenkmäler in Bayern. Grundlage ist die Bayerische Denkmalliste, die auf Basis des Bayerischen Denkmalschutzgesetzes vom 1. Oktober 1973 erstmals erstellt wurde und seither durch das Bayerische Landesamt für Denkmalpflege geführt wird. Die folgenden Angaben ersetzen nicht die rechtsverbindliche Auskunft der Denkmalschutzbehörde.

## Baudenkmäler nach Ortsteilen

### Mariaposching
| Lage                              | Objekt                                    | Beschreibung | Akten-Nr.    | Bild                                      |
| --------------------------------- | ----------------------------------------- | --- | ------------ | ----------------------------------------- |
| Herzog-Odilo-Straße 27 (Standort) | Gasthaus                                  | Stattlicher, erneuerter Bau mit Flachdach, Blockbau im Obergeschoss unter Putz, wohl zweite Hälfte 18. Jahrhundert | D-2-78-149-3 | Gasthaus                                  |
| Herzog-Odilo-Straße 31 (Standort) | Wohnstallhaus                             | Giebelständiger, zweigeschossiger Satteldachbau über hohem Sockelgeschoss, mit Blockbau-Obergeschoss, geschnitzten Details und zwei übereinander stehenden Schroten, davon oberer Giebelschrot mit Baluster, bezeichnet mit 1793 | D-2-78-149-4 | weitere Bilder                            |
| Kirchenweg 1 (Standort)           | Katholische Pfarrkirche Mariae Geburt     | Polygonal geschlossener und verputzter Satteldachbau mit zweigeschossiger Sakristei, schmucklose Putzfassade mit einfach gekehltem Traufgesims und Fensterrahmungen, am südlichen Chor viergeschossiger Turm mit Spitzhelm und gekuppelten Rundbogenfenstern, Turm spätromanisch, Chor spätgotisch, Langhaus barock; mit Ausstattung Katholische Friedhofskapelle, kleiner, verputzter Satteldachbau mit halbrund geschlossenem und leicht eingezogenem Abschluss, barock, 18. Jahrhundert | D-2-78-149-1 | weitere Bilder                            |
| Rittweg 1 (Standort)              | Wohnteil eines ehemaligen Wohnstallhauses | Zweigeschossiger Satteldachbau mit verputztem Blockbau-Obergeschoss, Traufschrot und Stichbogenfenstern, Anfang 19. Jahrhundert | D-2-78-149-5 | Wohnteil eines ehemaligen Wohnstallhauses |
| Stadtfeldstraße 4 (Standort)      | Pfarrhaus                                 | Zweieinhalbgeschossiger, traufseitiger Satteldachbau, einfache Putzfassade mit profiliertem Traufgesims, vor 1796, westliche Erweiterung 1796, Erhöhung um halbes Geschoss 1884, westlich daran angebaut zweigeschossiger Flachdachbau mit zinnförmigem Abschluss und Zwerchhaus, nach 1853 Ehemaliger Stall und Remise, erdgeschossiger und massiver Satteldachbau, stichbogenförmige Fenster- und Türöffnungen mit Graniteinfassungen, wohl um 1853                                      | D-2-78-149-6 | weitere Bilder                            |

### Breitenhausen
| Lage                        | Objekt             | Beschreibung | Akten-Nr.     | Bild           |
| --------------------------- | ------------------ | --- | ------------- | -------------- |
| In Breitenhausen (Standort) | Barocker Hochaltar | Aus dem Kloster Windberg, bezeichnet 1725; weitere Ausstattungsstücke 17./18. Jahrhundert; in der katholischen Filialkirche Mariä Himmelfahrt von 1951 | D-2-78-149-13 | weitere Bilder |

### Hundldorf
| Lage                              | Objekt                                  | Beschreibung | Akten-Nr.     | Bild        |
| --------------------------------- | --------------------------------------- | --- | ------------- | ----------- |
| Deggendorfer Straße 28 (Standort) | Kapelle, sogenannte Schwimmbeck-Kapelle | Dreiseitig geschlossener, kleiner Satteldachbau mit massivem Sockel, 1836/37; mit Ausstattung                                                       | D-2-78-149-10 | BW          |
| Deggendorfer Straße 41 (Standort) | Traidkasten                             | Ehemaliger geständerter Satteldachbau mit Blockbauobergeschoss und Bruchsteinsockel, im südlichen Bereich des Ostflügels, 1. Hälfte 19. Jahrhundert | D-2-78-149-9  | Traidkasten |

### Loham
| Lage                      | Objekt        | Beschreibung | Akten-Nr.     | Bild           |
| ------------------------- | ------------- | --- | ------------- | -------------- |
| Schloßstraße 2 (Standort) | Schloss Loham | Ehemaliges Wasserschloss des 16. Jahrhunderts, 1723 durchgreifend erneuert, Schlossgebäude, viergeschossiger, quadratischer Massivbau mit Zeltdach und flachem Zwerchhaus, Putzgliederung mit geohrten Fensterfaschen An der Südecke angebaute Schlosskapelle St. Valentin, viereckiger Massivbau mit westlicher Sakristei und verschindeltem Dachreiter mit eingeschnürter Zwiebelhaube, um 1714; mit Ausstattung | D-2-78-149-11 | weitere Bilder |

### Moos
| Lage                                          | Objekt                                      | Beschreibung | Akten-Nr.     | Bild           |
| --------------------------------------------- | ------------------------------------------- | --- | ------------- | -------------- |
| Moos (Standort)                               | Feldkapelle, sogenannte Tannenhüttl-Kapelle | Dreiseitig geschlossener, kleiner Satteldachbau mit geständertem Vordach und Giebelturm mit Zeltdach, 1930/31 neu erbaut; mit Ausstattung des Vorgängerbaus von 1817; südwestlich der Sagstetter-Mühle   | D-2-78-149-12 | BW             |
| Nähe Sulzbach; Saßgraben; Sulzbach (Standort) | Schöpfwerk Sulzbach                         | Erdgeschossiger Massivbau mit seitlichem Turm, abgeknicktem Walm- und Pyramidendach, Sockel und Türrahmen aus Waschbeton, funktionale Formen, 1934 Angrenzende Zulauf- und Ableiteranlagen, gleichzeitig | D-2-78-149-15 | weitere Bilder |

## Ehemalige Baudenkmäler
In diesem Abschnitt sind Objekte aufgeführt, die früher einmal in der Denkmalliste eingetragen waren, jetzt aber nicht mehr. Objekte, die in anderem Zusammenhang also z. B. als Teil eines Baudenkmals weiter eingetragen sind, sollen hier nicht aufgeführt werden. Aktennummern in diesem Abschnitt sind ehemalige, jetzt nicht mehr gültige Aktennummern.

| Lage                                        | Objekt          | Beschreibung                                                                               | Akten-Nr.    | Bild |
| ------------------------------------------- | --------------- | ------------------------------------------------------------------------------------------ | ------------ | ---- |
| Haberswöhr Haberswöhr 11 (Standort)         | Kleinbauernhaus | Eingadiger Blockbau, Ende 18. Jahrhundert                                                  | D-2-78-149-7 | BW   |
| Hundldorf Deggendorfer Straße 14 (Standort) | Bauernhaus      | Dem Waldlerhaus angenäherter Typ mit Schrot und geschnitzten Details, noch 17. Jahrhundert | D-2-78-149-8 | BW   |

## Abgegangene Baudenkmäler
In diesem Abschnitt sind Objekte aufgeführt, die früher einmal in der Denkmalliste eingetragen waren, jetzt aber nicht mehr existieren, z. B. weil sie abgebrochen wurden. Aktennummern in diesem Abschnitt sind ehemalige, jetzt nicht mehr gültige Aktennummern.

| Lage                                                                           | Objekt                   | Beschreibung | Akten-Nr.     | Bild           |
| ------------------------------------------------------------------------------ | ------------------------ | --- | ------------- | -------------- |
| Mariaposching Herzog-Odilo-Straße 15 (Standort)                                | Bauernhaus               | Eineinhalbgeschossig mit Blockbau-Oberteil und Giebelschrot, im Kern Anfang 18. Jahrhundert | D-2-78-149-2  | BW             |
| Mariaposching an der Donau, Auf der Au, Hohe Gwand, Stadtfeldstraße (Standort) | Schöpfwerk Mariaposching | Kleiner erdgeschossiger Massivbau mit seitlichem Turm, abgeknicktem Walm- und Pyramidendach, Relieftafel mit Inschrift und bildlichen Darstellungen, im Stil der 1920er Jahre, 1933 Angrenzende Zulaufanlage, gleichzeitig 2024 abgebrochen | D-2-78-149-14 | weitere Bilder |